# Juan Bautista Sacasa
Juan Bautista Sacasa Sacasa (né le 21 décembre 1874 à León (Nicaragua) mort à Los Angeles le 17 avril 1946), fils ainé de Roberto Sacasa, est un homme d'État nicaraguayen, président du Nicaragua du 1er janvier 1933 au 9 juin 1933.
Il est un parent de Benjamín Sacasa, 67e président du Nicaragua.

## Biographie
Sacasa étudie aux États-Unis de 1889 à 1901, obtenant un doctorat en médecine à l'Université Columbia. Il exerce comme professeur et doyen à l'Université nationale à León. Il est partisan du régime libéral de José Santos Zelaya. En 1924, Sacasa devient membre d'une coalition politique dirigée par Carlos Solórzano conservateur modéré. Après le retrait des Marines américains le gouvernement de Solórzano est renversé en Octobre 1925 par un coup par l'ancien président le général Emiliano Chamorro Vargas. Les États-Unis forcent ce dernier à démissionner en faveur d'Adolfo Díaz. Dans l'intervalle, Sacasa a fui au Mexique.
Un soulèvement des libéraux à Puerto Cabezas ramène Sacasa au Nicaragua en 1926 où il prend la tête du mouvement sur la côte Atlantique. Fourni en armes et munitions par le Mexique, les rebelles sous le commandement du général José María Moncada, sont sur le point de prendre Managua lorsque les États-Unis imposent aux deux parties belligérantes d'entamer des négociations qui conduisent au Pacte de Espino Negro. Moncada et Díaz signe l'accord, alors que Sacasa choisit l'exil. Un autre général Augusto Sandino choisira lui, la guérilla.
En 1932, Sacasa est élu président et prend ses fonctions le 1er janvier 1933 alors que la Marine américaine a accepté de retirer ses troupes du pays. Sur l'insistance de l'ambassadeur des États-Unis, il a nommé Anastasio Somoza García,  marié à l'une de ses nièces, chef de la Guardia Nacional (Garde nationale). Le mois suivant, Sacasa négocie avec le chef rebelle Sandino une amnistie. Sandino qui souhaite la dissolution de la Garde nationale est assassiné en février 1934 sur l'ordre de Somoza.
Sacasa se montre incapable de contenir la montée en puissance de Somoza et de la Garde nationale. Sa popularité s'effrite car l'économie fragile du Nicaragua souffre de l'effondrement du cours du café et de la Grande Dépression. Des soupçons de fraude généralisée lors des élections du Congrès de 1934 n'arrangent pas les choses. Pendant ce temps, Somoza a cultivé des liens avec les anciens présidents Moncada et Chamorro. Au début de 1936, Somoza utilise la garde nationale pour remplacer les responsables locaux loyaux au président par des hommes qui lui sont dévoués. Le 6 juin, il force Sacasa à démissionner. Sacasa fuit en exil aux États-Unis, vit à Los Angeles jusqu'à sa mort dix ans plus tard.
Il épouse María Argüello, une cousine de Leonardo Argüello, qui sera le 66e président du Nicaragua.